# Qojīābād
Qojīābād (persiska: قجی آباد) är en ort i Iran.   Den ligger i provinsen Västazarbaijan, i den nordvästra delen av landet, 500 km väster om huvudstaden Teheran. Qojīābād ligger 1 286 meter över havet och antalet invånare är 305.
Terrängen runt Qojīābād är platt åt nordost, men åt sydväst är den kuperad.Runt Qojīābād är det ganska tätbefolkat, med 60 invånare per kvadratkilometer. Närmaste större samhälle är Mahabad, 18,6 km söder om Qojīābād. Trakten runt Qojīābād består till största delen av jordbruksmark.